# Gojijeon
Gojijeon (kor. 고지전) – południowokoreański dramat wojenny w reżyserii Janga Hoona, którego premiera odbyła się 20 lipca 2011 roku.

## Obsada
Źródło: Filmweb

- Shin Ha-kyun – Kang Eun-pyo
- Soo Go – Kim Soo-hyeok
- Ryu Seung-soo – Oh Gi-yeong
- Ko Chang-seok – Yang Hyo-sam
- Lee Je-hoon – Shin Il-young
- Cho Jin-woong – Yoo Jae-ho
- Ryu Seung-ryong – Hyeon Jeong-yoon
- Jeong In-gi
- Ryo Seung-yong – Hyeon Jeong-yoon

## Nagrody i nominacje
Źródło: Internet Movie Database
| Rok  | Miejsce                      | Nagroda          | Kategoria                | Odbiorcy i nominowani | Wynik      |
| ---- | ---------------------------- | ---------------- | ------------------------ | --------------------- | ---------- |
| 2010 | Grand Bell Awards            | Grand Bell Award | Best Lighting            | Kim Min-jae           | Wygrana    |
| 2011 | Grand Bell Awards            | Grand Bell Award | Best Film                |                       | Wygrana    |
| 2011 | Grand Bell Awards            | Grand Bell Award | Best Cinematography      | Kim Woo-hyung         | Wygrana    |
| 2012 | Udine Far East Film Festival | Audience Award   |                          | Jang Hoon             | 3. miejsce |
| 2012 | Asian Film Awards            | Asian Film Award | Best Supporting Actor    | Lee Je-hoon           | Nominacja  |
| 2012 | Asian Film Awards            | Asian Film Award | Best Cinematography      | Kim Woo-hyung         | Nominacja  |
| 2012 | Asian Film Awards            | Asian Film Award | Best Production Designer | Ryu Seong-hie         | Nominacja  |